# Клинтън (Айова)
Вижте пояснителната страница за други значения на Клинтън.
Клинтън (на английски: Clinton) е град в САЩ, който се намира в щата Айова, окръг Клинтън. Населението му е 25 480 души (по приблизителна оценка за 2017 г.). Заедно с Деуит, Клинтън е наименуван в чест на седмия губернатор на Ню Йорк Деуит Клинтън. Клинтън е център на малък метро район, заедно с Каманче, Айова и Фултън, Илинойс.